# 祇摩尼師今

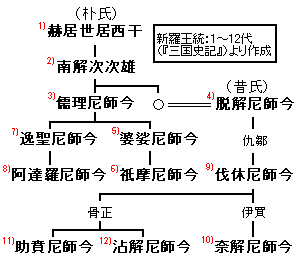
三国史记中的新罗国世系

祇摩尼師今（？—134年，又称祇味尼师今），新羅第6代君主，婆娑尼師今之子。 在115年及116年兩度與伽倻發生戰爭并失敗後，與百濟及伽倻的關係比婆娑尼師今在位時要和緩。但晚年時，新羅常受靺鞨及倭國侵擾。在位22年，由儒理尼師今長子逸聖尼師今繼位。

## 治世
- 113年，拜昌永为伊飡，玉权为波珍飡，申权为一吉飡，顺宣为级飡。
- 115年2月，伽倻侵犯南疆。7月，祗摩亲率兵渡黄山河。伽倻人潜在树林中，发动伏击，后因祗摩顽强抵抗而撤退。
- 116年，遣将率精兵一万出征伽倻。伽倻固守城池，后遇阴雨，便撤军。
- 121年，任翌宗为伊飡，昕连为波珍飡，林权为阿飡。并修筑大甑山城。同年倭国入侵东境。
- 123年，与倭国讲和。125年，靺鞨大军入侵北境，并渡过泥河，攻大岭栅。祗摩请百济救援，百济派来五将军，靺鞨军队闻听而退。
- 134年，祗摩尼师今去世，膝下无子，传位于儒理尼师今长子逸圣尼师今。

## 家庭
- 父：婆娑尼师今
- 母：史省夫人
- 妻：爱礼夫人金氏（葛文王摩帝之女）
- 女：内礼夫人朴氏（阿达罗尼师今之妻）